# سرطان الأشجار

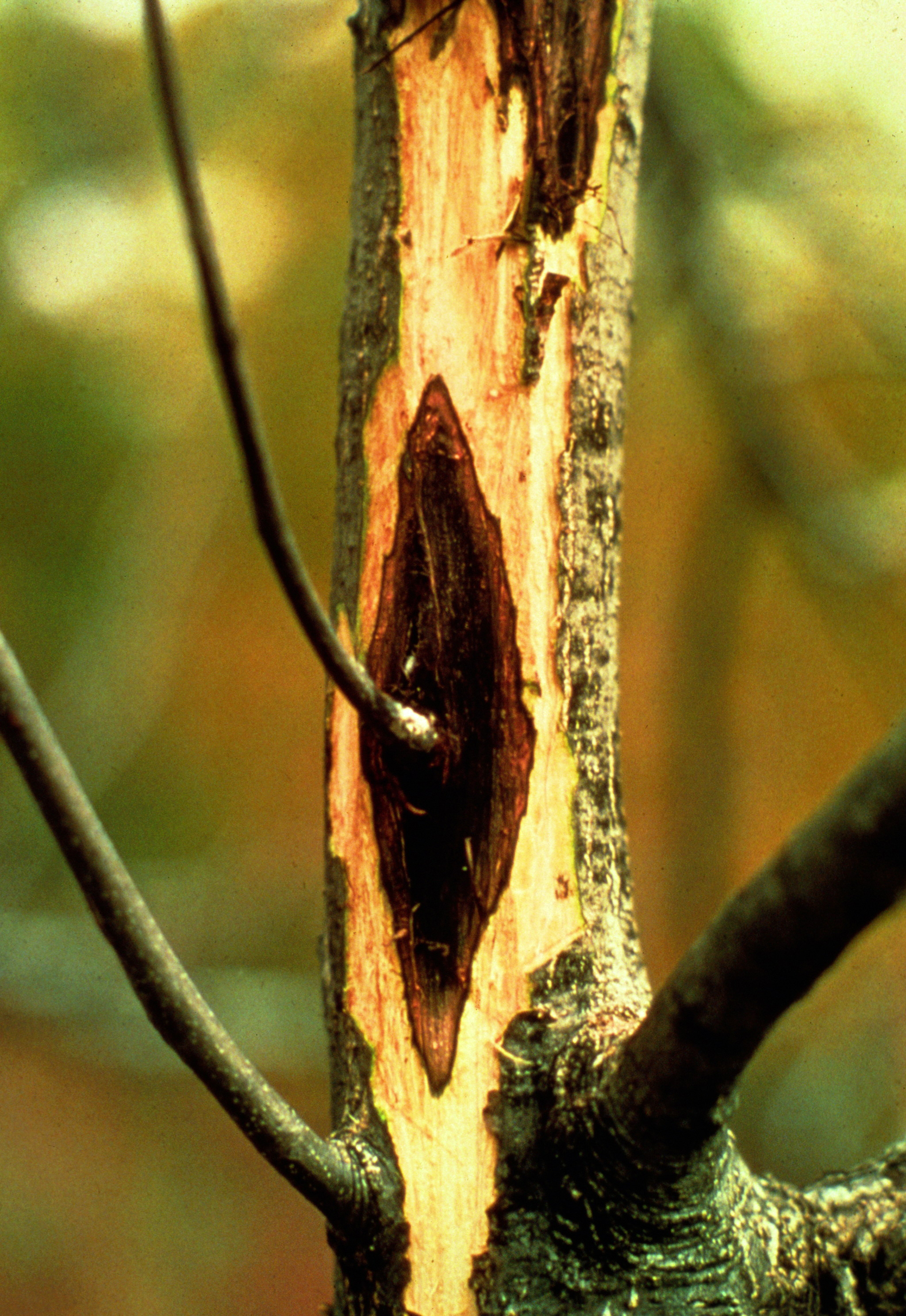
شجرة الجوز الرمادي مُصابة بالتقرح.

يُشير سرطان الأشجار أو تقرح النبات أو تقرحات بكتيرية (بالإنجليزية: Canker)‏، إلى العديد من الأمراض النباتية المختلفة التي تؤدي إلى ظهور أنسجة ميتة على النباتات، وقد يكون بعض هذه الأنسجة تُعطل من نمو النبات وبعضها الآخر قد يتسبب في عفن الخلايا النباتية ما قد يتسبب بموت الأشجار. وتشمل أسباب تقرح الأشجار مجموعة واسعة من الكائنات الحية مثل الفطريات والبكتيريا والمفطورات والفيروسات. ترتبط غالبية الكائنات الحية المسببة للقرح بأنواع أو جنس مضيف فريد من نوعه، ولكن قلة منها ينتشر بين النباتات الأخرى. يمكن للطقس والحيوان أن يُسبب في انتشار السرطان.
على الرغم من أن مبيدات الفطريات أو البكتيريا يمكن أن تعالج أو تقي من بعض الطُفيليات، إلا أن العلاج الوحيد المتاح هو قتل النبات المصاب لاحتوائه المرض.

## معرض صور

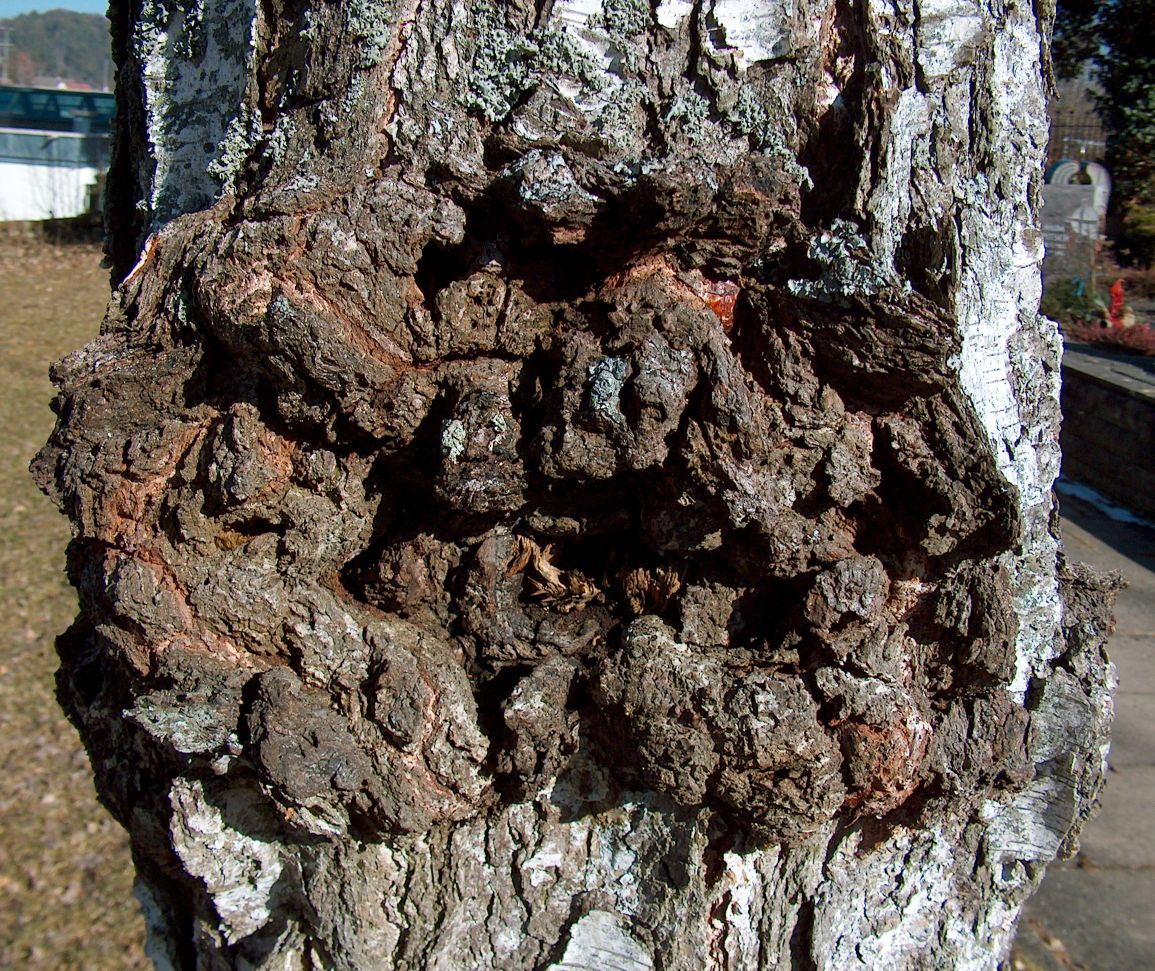
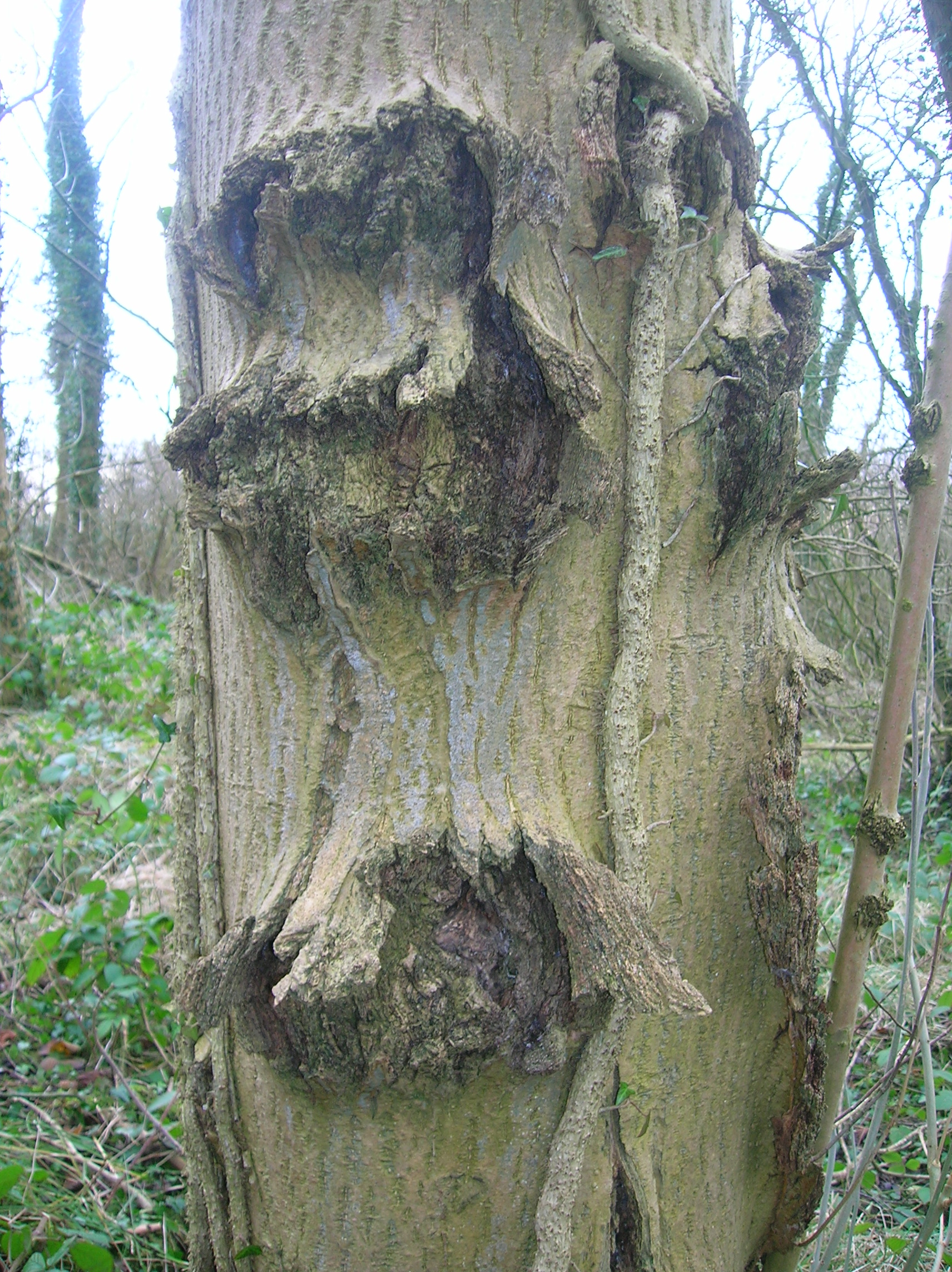
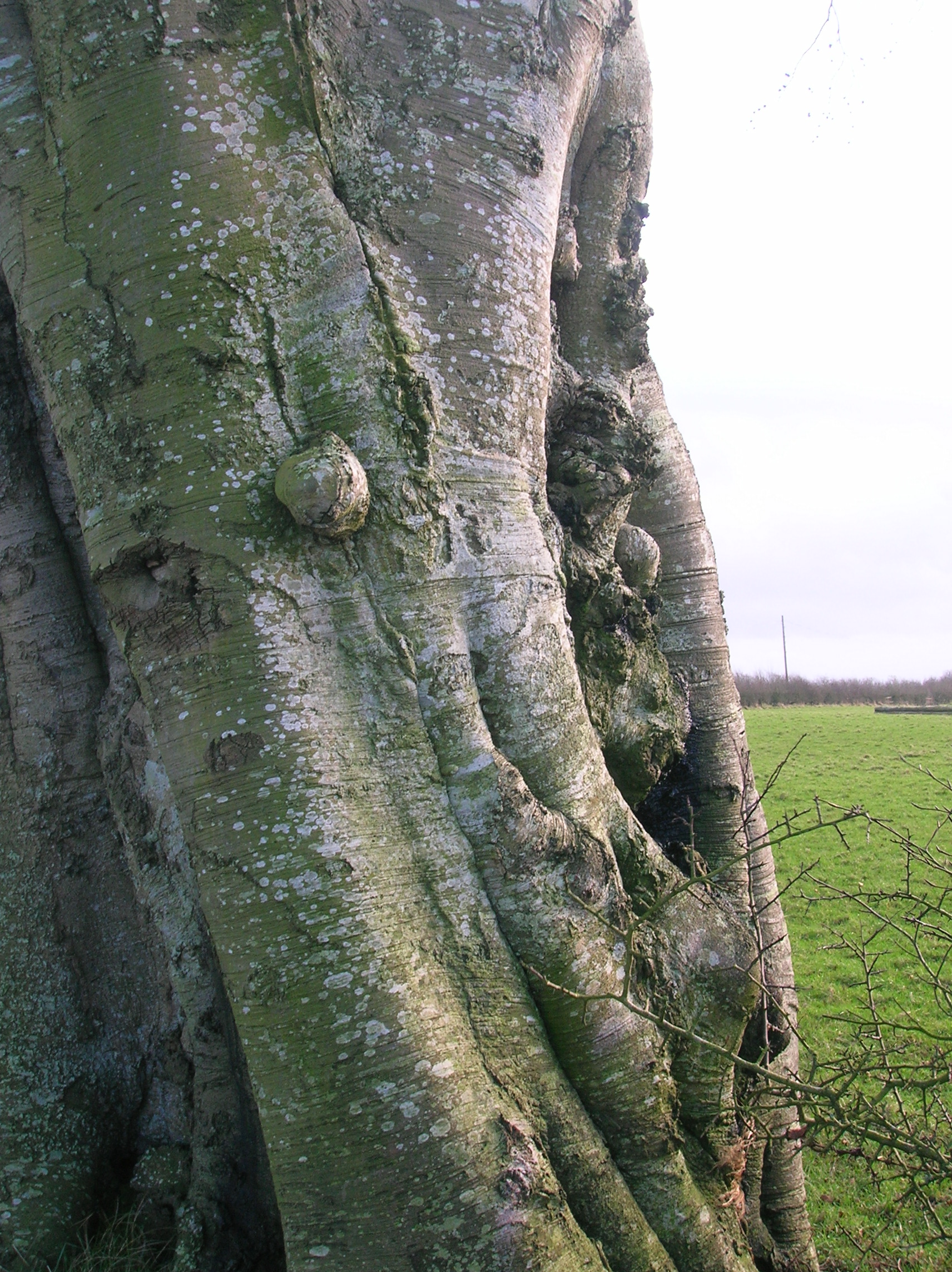